# Campionati europei di ciclismo su pista Juniores e Under-23 2015
I Campionati europei di ciclismo su pista Juniores e Under-23 2015 sono stati disputati ad Atene, in Grecia, dal 14 al 19 luglio 2015.

## Medagliere
| Pos.   | Paese       | Oro | Argento | Bronzo | Totale |
| ------ | ----------- | --- | ------- | ------ | ------ |
| 1      | Russia      | 9   | 8       | 8      | 25     |
| 2      | Germania    | 7   | 5       | 2      | 14     |
| 3      | Regno Unito | 4   | 5       | 3      | 12     |
| 3      | Polonia     | 4   | 5       | 3      | 12     |
| 5      | Francia     | 3   | 5       | 6      | 14     |
| 6      | Italia      | 3   | 1       | 1      | 5      |
| 7      | Svizzera    | 2   | 2       | 0      | 4      |
| 8      | Bielorussia | 2   | 1       | 4      | 7      |
| 9      | Danimarca   | 2   | 1       | 1      | 4      |
| 10     | Paesi Bassi | 1   | 2       | 6      | 9      |
| 11     | Armenia     | 1   | 0       | 0      | 1      |
| 12     | Rep. Ceca   | 0   | 2       | 1      | 3      |
| 13     | Belgio      | 0   | 1       | 0      | 1      |
| 13     | Ucraina     | 0   | 1       | 0      | 1      |
| 15     | Spagna      | 0   | 0       | 1      | 1      |
| 15     | Lituania    | 0   | 0       | 1      | 1      |
| Totale | Totale      | 38  | 39      | 37     | 114    |

## Risultati

### Under-23

#### Uomini
| Eventi                   | Oro                                                                      | Tempo    | Argento                                                    | Tempo               | Bronzo                                                                     | Tempo               |
| Velocità                 | Jeffrey Hoogland                                                         |          | Max Niederlag                                              |                     | Nikita Shurshin                                                            |                     |
| Chilometro               | Maximilian Dornbach                                                      | 1:01.108 | Robin Wagner                                               | 1:01.230            | Thomas Copponi                                                             | 1:02.071            |
| Inseguimento individuale | Marc Fournier                                                            |          | Tom Bohli                                                  | OVL                 | Corentin Ermenault                                                         | 4:24.360            |
| Inseguimento a squadre   | Regno Unito Oliver Wood Germain Burton Matthew Gibson Christopher Latham | 3:58.996 | Svizzera Théry Schir Tom Bohli Patrick Müller Frank Pasche | 4:02.500            | Bielorussia Raman Tsishkou Yauheni Karaliok Mikhail Shemetau Raman Ramanau | 4:03.121            |
| Velocità a squadre       | Germania Richard Assmus Maximilian Dornbach Max Niederlag                | 44.206   | Polonia Mateusz Lipa Mateusz Rudyk Patryk Rajkowski        | 44.780              | Russia Alexander Dubchenko Alexander Sharapov Nikita Shurshin              | 44.559              |
| Keirin                   | Max Niederlag                                                            |          | Nikita Shurshin                                            |                     | Jonathan Mitchell                                                          |                     |
| Scratch                  | Matthew Gibson                                                           |          | Marcel Franz                                               |                     | Ondřej Rybín                                                               |                     |
| Gara a punti             | Raman Ramanau                                                            | 78 pts   | Andrey Sazanov                                             | 72 pts              | Julio Amores                                                               | 61 pts              |
| Madison                  | Svizzera Théry Schir Frank Pasche                                        | 11 pts   | Francia Thomas Boudat Benjamin Thomas                      | 19 pts (1 lap down) | Italia Simone Consonni Francesco Lamon                                     | 14 pts (1 lap down) |
| Omnium                   | Théry Schir                                                              | 195 pts  | Oliver Wood                                                | 189 pts             | Thomas Boudat                                                              | 184 pts             |

#### Donne
| Eventi                   | Oro                                                                                  | Tempo    | Argento                                                   | Tempo    | Bronzo                                                                       | Tempo    |
| Velocità                 | Anastasiia Voinova                                                                   |          | Elis Ligtlee                                              |          | Victoria Williamson                                                          |          |
| 500m                     | Anastasiia Voinova                                                                   | 33.343   | Daria Shmeleva Elis Ligtlee                               | 34.177   | Non assegnato                                                                |          |
| Inseguimento individuale | Amalie Dideriksen                                                                    | 3:30.600 | Katie Archibald                                           | 3:31.984 | Mieke Kröger                                                                 | 3:36.998 |
| Inseguimento a squadre   | Bielorussia Ina Savenka Katsiaryna Piatrouskaya Palina Pivavarava Maryna Shmayankova | 4:29.067 | Germania Anna Knauer Lisa Klein Mieke Kröger Gudrun Stock | 4:30.651 | Russia Tamara Balabolina Gulnaz Badykova Alexandra Chekina Natalia Mozharova | 4:29.358 |
| Velocità a squadre       | Daria Shmeleva Anastasiia Voinova                                                    | 33.016   | Katy Marchant Victoria Williamson                         | 33.457   | Kyra Lamberink Elis Ligtlee                                                  | 33.989   |
| Keirin                   | Katy Marchant                                                                        |          | Melissandre Pain                                          |          | Elis Ligtlee                                                                 |          |
| Scratch                  | Soline Lamboley                                                                      |          | Natalia Mozharova                                         |          | Maryna Shmayankova                                                           |          |
| Gara a punti             | Gulnaz Badykova                                                                      | 41 pts   | Ina Savenka                                               | 30 pts   | Palina Pivavarava                                                            | 26 pts   |
| Omnium                   | Amalie Dideriksen                                                                    | 227 pts  | Tamara Balabolina                                         | 223 pts  | Anna Knauer                                                                  | 203 pts  |

### Junior

#### Uomini
| Eventi                   | Oro                                                                   | Tempo    | Argento                                                                                   | Tempo      | Bronzo                                                                 | Tempo      |
| Velocità                 | Melvin Landerneau                                                     |          | Sebastien Vigier                                                                          |            | Alexey Nosov                                                           |            |
| Chilometro               | Aleksandr Vasyukhno                                                   | 1:03.529 | Maksim Piskunov                                                                           | 1:04.233   | Sam Ligtlee                                                            | 1:04.386   |
| Inseguimento individuale | Daniel Staniszewski                                                   | 3:16.732 | Thomas Denis                                                                              | 3:20.005   | Maksim Sukhov                                                          | 3:20.178   |
| Inseguimento a squadre   | Russia Sergey Rostovtsev Dmitriy Markov Maksim Piskunov Maksim Sukhov | 4:05.305 | Danimarca Niklas Larsen Rasmus Lund Pedersen Frederik Rodenberg Madsen Tim Vang Cronqvist | 4:12.141   | Polonia Dawid Czubak Szymon Krawczyk Mikolaj Sojka Daniel Staniszewski | 4:09.002   |
| Velocità a squadre       | Russia Sergej Isaev Alexey Nosov Aleksandr Vasyukhno                  | 45.021   | Polonia Marcin Czyszczewski Michal Lewandowski Mateusz Milek                              | 45.847     | Regno Unito Jack Carlin Alexander Joliffe Joseph Truman                | 46.113     |
| Keirin                   | Alexey Nosov                                                          |          | Jiří Janošek                                                                              |            | Sebastien Vigier                                                       |            |
| Scratch                  | Edgar Stepanyan                                                       |          | Maksim Piskunov                                                                           | 1 lap down | Vitali Prakapchuk                                                      | 1 lap down |
| Gara a punti             | Joey Walker                                                           | 17 pts   | Szymon Krawczyk                                                                           | 15 pts     | Denis Nekrasov                                                         | 13 pts     |
| Madison                  | Russia Dmitri Markov Maksim Piskunov                                  | 15 pts   | Belgio Robbe Ghys Gerben Thijssen                                                         | 12 pts     | Danimarca Andreas Stokbro Nielsen Mathias Dahl Pedersen                | 10 pts     |
| Omnium                   | Dawid Czubak                                                          | 238 pts  | Taras Shevchuk                                                                            | 226 pts    | Sergey Rostovtsev                                                      | 215 pts    |

#### Donne
| Eventi                   | Oro                                                                  | Tempo        | Argento                                                                  | Tempo    | Bronzo                                                                | Tempo    |
| Velocità                 | Emma Hinze                                                           |              | Pauline Grabosch                                                         |          | Julita Jagodzinska                                                    |          |
| 500 metri                | Emma Hinze                                                           | 35.188       | Pauline Grabosch                                                         | 35.349   | Hetty van de Wouw                                                     | 35.642   |
| Inseguimento individuale | Justyna Kaczkowska                                                   | 2:23.598     | Marion Borras                                                            | 2:25.644 | Olivija Baleišytė                                                     | 2:26.041 |
| Inseguimento a squadre   | Italia Elisa Balsamo Rachele Barbieri Sofia Bertizzolo Marta Cavalli | 4:33.463 WJR | Polonia Daria Pikulik Justyna Kaczkowska Weronika Humelt Nikola Rozynska | 4:40.371 | Francia Marion Borras Pauline Clouard Lucie Jounier Typhaine Laurance | 4:39.082 |
| Velocità a squadre       | Germania Emma Hinze Pauline Grabosch                                 | 34.786       | Italia Elena Bissolati Miriam Vece                                       | 35.322   | Russia Kseniya Bogoyavlenskaya Olga Goncharova                        | 35.096   |
| Keirin                   | Germania Emma Hinze                                                  |              | Russia Kseniya Bogoyavlenskaya                                           |          | Polonia Marlena Karwacka                                              |          |
| Scratch                  | Elena Bissolati                                                      |              | Eleanor Dickinson                                                        |          | Hetty van de Wouw                                                     |          |
| Gara a punti             | Rachele Barbieri                                                     | 35 pts       | Daria Pikulik                                                            | 33 pts   | Tessa Dijksman                                                        | 24 pts   |
| Omnium                   | Daria Pikulik                                                        | 192 pts      | Grace Garner                                                             | 181 pts  | Marion Borras                                                         | 178 pts  |